# Усмішка

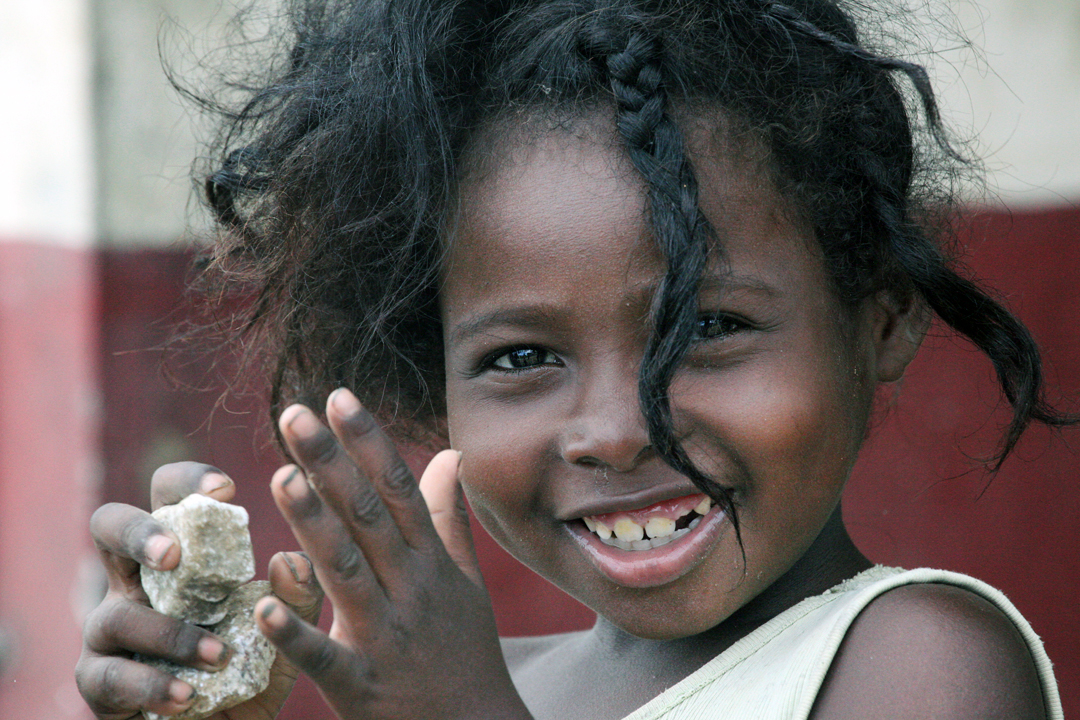
Усмішка

Усмішка — вираз обличчя, який супроводжує різноманітні емоції, насамперед задоволення. Під час усмішки м'язи підіймають верхню губу, тягнуть кути рота догори та в боки..
У формуванні усмішки беруть участь м'язи:
1. М'яз-підіймач верхньої губи
2. Малий виличний м'яз
3. Великий виличний м'яз
4. М'яз сміху[1]

Усмішка, також рух м'язів обличчя (губ, очей і щік), що показує схильність до сміху або виражає задоволення, вітання, доброзичливість або ж навпаки, іронію, насмішку (посмішка).
Вираз «сміятися на всі кутні» означає відчувати великий біль.